# Федеральні фонди
Федеральні фонди (англ. federal funds (Fed funds)) — завжди наявні резервні залишки в федеральних резервних банках.
Федеральні фонди широко використовуються комерційними банками та великими корпораціями для надання кредитів один одному, головним чином, овернайт (на ніч, одноденні позики).
Ставка по федеральних фондах (англ. federal funds rate) — ставка, за якою банки, що входять до ФРС, надають один одному одноденні позики".